# Museu d'art contemporani de Montreal
El Museu d'art contemporani de Montreal (MACM) és un museu d'art contemporani de Montreal, al Quebec. Es troba a ubicat a la Place des festivals, dins del barri dels espectacles i forma part del complex de la Place des Arts.
Va ser fundat el 1964, sent el primer museu del Canadà dedicat a l'art contemporani. Inicialment allotjat a la Place Ville-Marie, el museu es va traslladar a les instal·lacions del Château Dufresne el 1965, seguit d'una galeria d'exposicions de l'Expo 67 el 1968. El 1992, el museu es va traslladar de nou a les seves instal·lacions actuals a la Place des Arts de Mont-real.

## Història
El 1964 el govern del Quebec va fundar el museu. Al llarg de la seva història ha passat per tres ubicacions. El 1983 va esdevenir una corporació independent, gestionada pel seu propi consell d'administració.
El 1983 es va celebrar un concurs internacional d'arquitectura per escollir el disseny del nou edifici per acollir el Musée d'art contemporain de Mont-real. Més d'un centenar d'empreses es van presentar al concurs. Jodoin Lamarre Pratte & Associés va ser el despatx d'arquitectura que va guanyar el concurs el 1984, per adaptar els espais de la seva ubicació actual.
Després del trasllat al centre de Mont-real, l'artista quebequesa Geneviève Cadieux va dissenyar una obra fotogràfica, "La Voie lactée ". L'obra és una fotografia de primer pla d'un parell de llavis, instal·lats al terrat de l'edifici.
El juny de 2017, en resposta a les crítiques que el museu estava tancat en si mateix i que no encaixava bé al barri d'espectacles (Quartier des spectacles) el MACM va anunciar un concurs per redissenyar i ampliar el recinte de la Place des Arts . L'abril de 2018 es va seleccionar la proposta Saucier+Perrotte Architectes / GLCRM & Associés Architectes. El 2021, el museu es va traslladar a una ubicació temporal a la Place Ville-Marie durant la durada del projecte de reurbanització.

## Directors
- Guy Robert 1964-1966
- Gilles Hénault 1966-1971
- Henri Barras 1971-1972
- Fernande Saint-Martin 1972-1977
- Louise Letocha 1977-1982
- André Ménard 1982-1985
- Marcel Brisebois 1985-2004
- Marc Mayer 2004-2009
- Monique Gauthier (interí) 2009
- Paulette Gagnon 2009-2013
- John Zeppetelli 2013-